# Die Welt
Die Welt – wysokonakładowy niemiecki dziennik założony w 1946 w Hamburgu przez stacjonujących tam brytyjskich aliantów. Obecnie redakcja główna znajduje się w Berlinie, a właścicielem praw do gazety jest Axel Springer SE.
Pierwszy numer ukazał się 2 kwietnia 1946 roku, po pół roku przygotowań. Miał 6 stron, sześciokolumnowy układ i kosztował 20 fenigów. Nakład wynosił 160 000 egzemplarzy. Początkowo Die Welt ukazywał się dwa razy w tygodniu. Po roku stała się dziennikiem. W pierwszą rocznicę, w kwietniu 1947 roku gazeta otrzymała znane do dziś logo z globem między słowami nazwy. Jego autorem był rysownik Bruno Karberg.
Dziennik określa się sam jako liberalno-kosmopolityczny, ale uważany jest powszechnie za konserwatywny i prawicowy. Jego nakład przekracza 200 tysięcy egzemplarzy, a gazeta dostępna jest w ponad 130 krajach.
„Die Welt” jest sztandarowym tytułem koncernu Axel Springer na rynku prasy opiniotwórczej. Jego główni konkurenci na niemieckim rynku to „Frankfurter Allgemeine Zeitung” i „Süddeutsche Zeitung”.